# St. Elisabeth (Augsburg-Lechhausen)

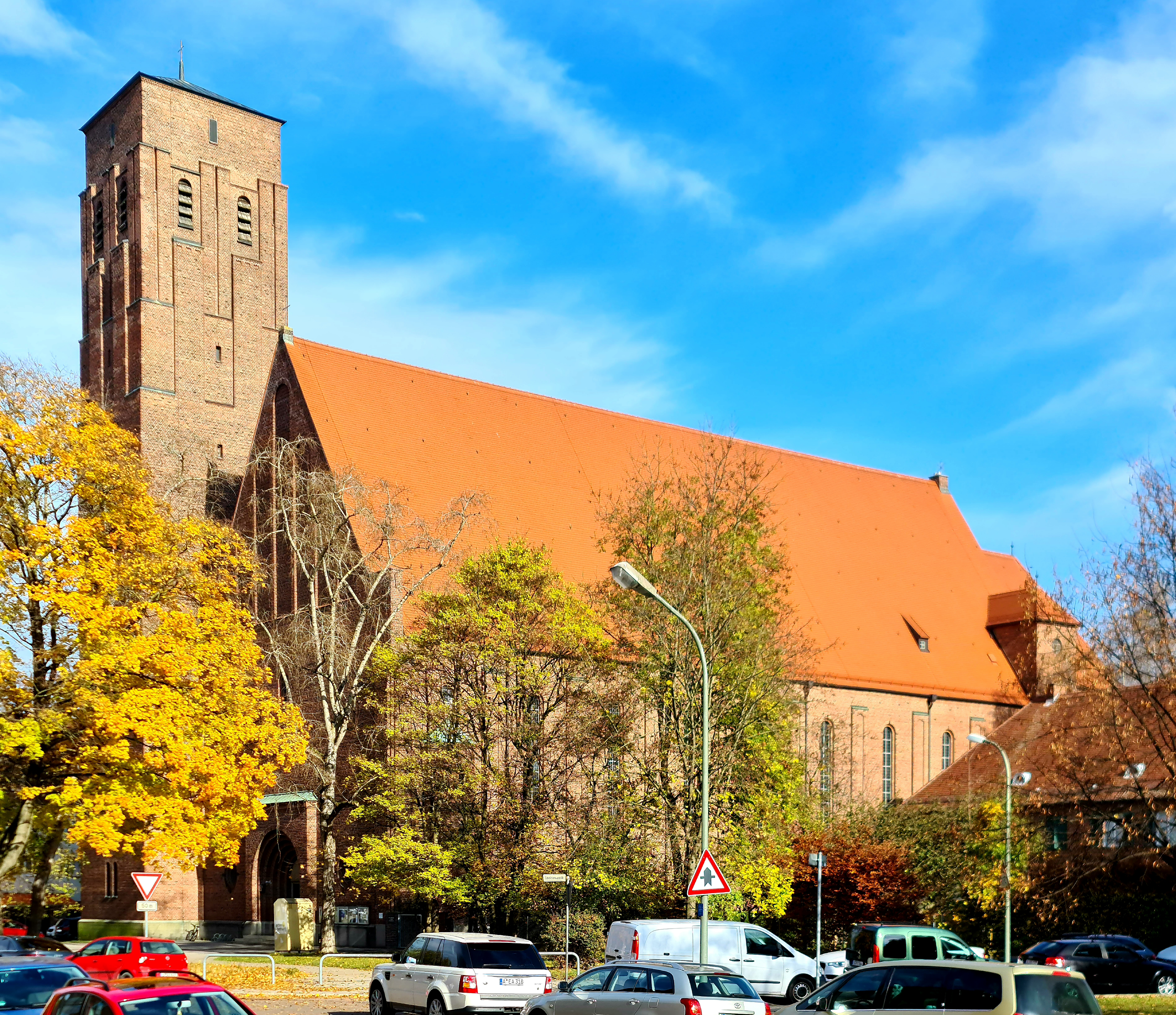
St. Elisabeth von der Südseite gesehen (2014)

Die römisch-katholische Pfarrkirche St. Elisabeth im Augsburger Stadtteil Lechhausen wurde in den 1950er Jahren erbaut. Sie steht zusammen mit dem an sie angebauten Pfarrhaus unter Denkmalschutz. Die Kirchenpatronin ist Elisabeth von Thüringen.

## Lage
Die Kirche befindet sich in der Elisabethstraße, Ecke Kolbergstraße. Das Pfarrhaus sowie das Pfarr- und Jugendheim befinden sich an die Kirche angebaut in der Gneisenaustraße.

## Geschichte
Vor dem Bau dieser Kirche gab es in Lechhausen nur eine katholische Kirche, die Pfarrkirche St. Pankratius in der Blücherstraße. 1913 wurde Lechhausen eingemeindet. Im Nordosten Augsburgs wuchs die Industrie, und durch den Zuzug von Arbeitskräften wurde eine weitere, ausreichend große Kirche notwendig. 1935 lagen daher drei Eingabepläne vor, unter anderem von Thomas Wechs. 1937 wurde auf dem heutigen Gelände eine hölzerne Notkirche errichtet, und 1939 gründete sich ein Kirchenbauverein. Der Ausbruch des Zweiten Weltkrieges verhinderte die Ausschreibung eines Wettbewerbs.
Unmittelbar nach Kriegsende wurde ohne eine Ausschreibung der renommierte Augsburger Kirchenbauarchitekt Michael Kurz mit der Planung beauftragt, dessen letzter großer Kirchenneubau St. Elisabeth werden sollte. Bereits 1945 legte der damals fast 70-jährige Kurz Zeichnungen vor, die sich tendenziell zwar an den Vorentwürfen aus der Vorkriegszeit orientierten, jedoch statt eines mittigen Fassadenturms den heute dominierenden seitlichen Turm ortsbildbestimmend zur Wirkung brachten. Mit der Ausführung der Bauarbeiten konnte erst nach der Währungsreform begonnen werden. Die Grundsteinlegung fand am 4. Juli 1951 statt, das Richtfest bereits am 19. Dezember desselben Jahres.
Nach Abschluss der Bautätigkeit konnte die Kirche am 1. November 1952 durch den Augsburger Bischof Joseph Freundorfer geweiht werden. Zeitgleich wurde mit dem Bau des Pfarrhofs (vom gleichen Architekten) und des Kindergartens begonnen. In den folgenden Jahren erhielt die Kirche nach Entwürfen von Michael Kurz einen Großteil der heute erhaltenen Ausstattung, wie Altar, Kanzel und Taufbecken. Nach dessen Tod übernahm der ehemalige Stadtbaurat Georg Werner die künstlerische Betreuung der Ausgestaltung.
Von 1974 bis 1975 erfolgte eine weitgreifende Umgestaltung des Chorraumes, um die neuen liturgischen Anforderungen des Zweiten Vatikanischen Konzils umzusetzen. Bei dieser Baumaßnahme wurde der Volksaltar eingebaut.

## Architektur

### Außenbeschreibung

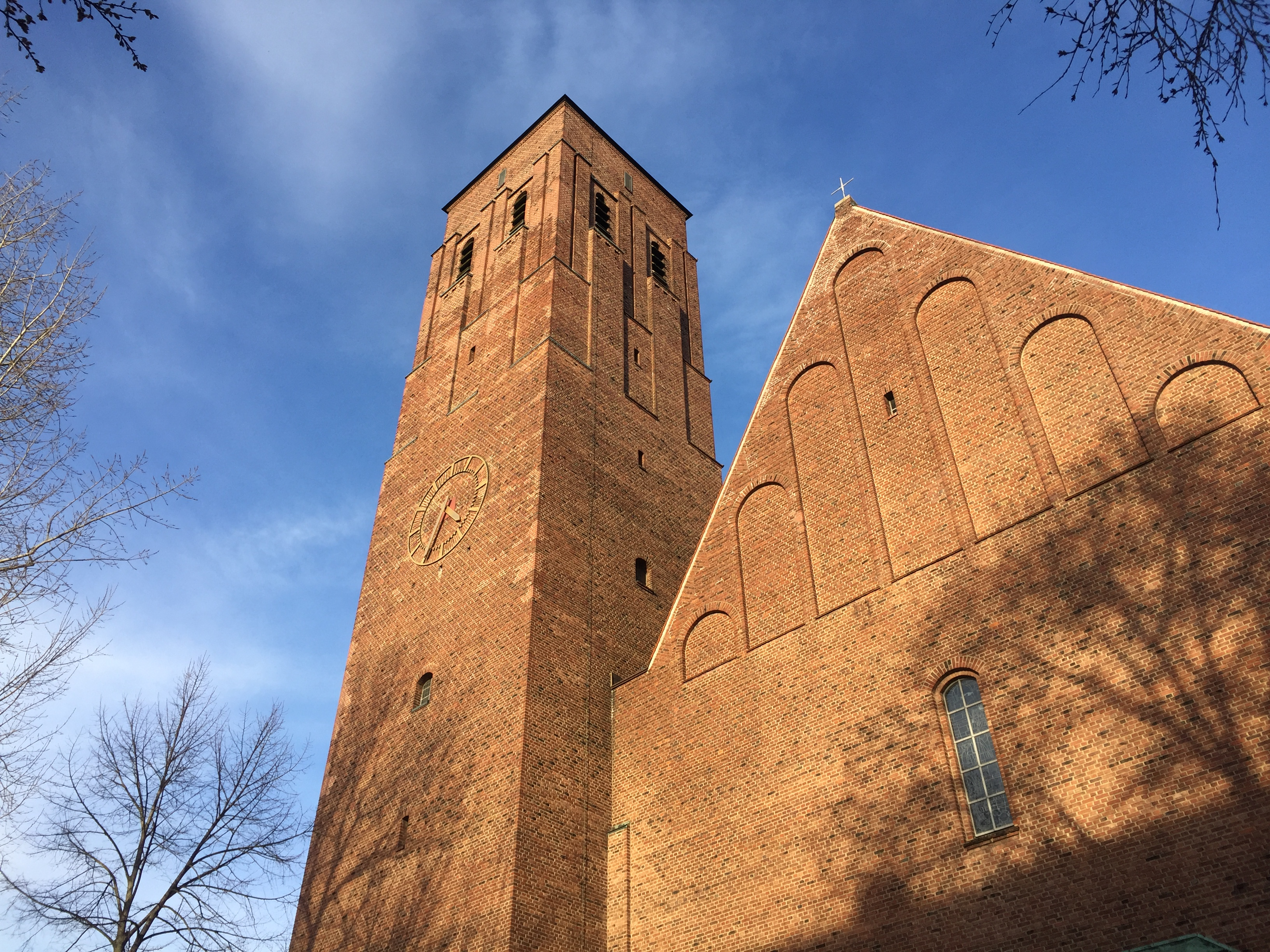
Westfassade mit Turm

Die nach Osten ausgerichtete Kirche ist ein traditioneller unverputzter Blankziegelbau. Durch die abweichende Farbgebung der Ziegel wegen der unterschiedlichen Brenndauer des Materials konnte eine farblich abwechslungsreiche Struktur des Sichtmauerwerks geschaffen werden. Der kompakte Baukörper erstreckt sich auf einer Länge von 70 Metern und gliedert sich in ein Kirchenschiff mit 30 Metern Höhe und einem etwas niedrigeren, eingezogenen Chor.
Beide Gebäudeteile werden jeweils mit einem Satteldach nach oben abgeschlossen. Die Außenwand der Kirche ist mit Lisenen gegliedert. Das Tageslicht kann ungehindert durch die unverzierten Rundbogenfenster in das Kirchenschiff eindringen. Treppentürme ermöglichen den Zugang zur Orgelempore und zum Dachstuhl. Die Westfassade wird ebenfalls durch ein Rundbogenmotiv gegliedert. Das Westportal erinnert an ein mittelalterliches Trichterportal. Der 48 Meter hohe Fassadenturm an der Nordseite der Kirche ist auf drei Seiten freistehend und trägt ein Zeltdach. Der Unterbau ist schmucklos gehalten und nur mit kleinen Fenstern versehen. Im oberen Drittel ist der Bereich um die Glockenstube durch Lisenen und die acht Schallöffnungen gegliedert.

### Innenbeschreibung
Der saalartige, monumentale Innenraum wird oben durch eine Sichtbetondecke abgeschlossen. Die Wände sind wie im Außenbereich in Blankziegeltechnik ausgeführt, durch das Rundbogenmotiv strukturiert und gliedern das zehnachsige Kirchenschiff und den dreiachsigen Chor. Die beiden Treppentürme am Übergang vom Kirchenschiff zum Chor öffnen sich oratorienartig zum Kirchenraum hin. Die mit künstlerisch gestaltetem Buntglas ausgestatteten Fenster an der Westfassade wurden von der Glas- und Textilkünstlerin Hilda Sandtner geschaffen.

## Ausstattung

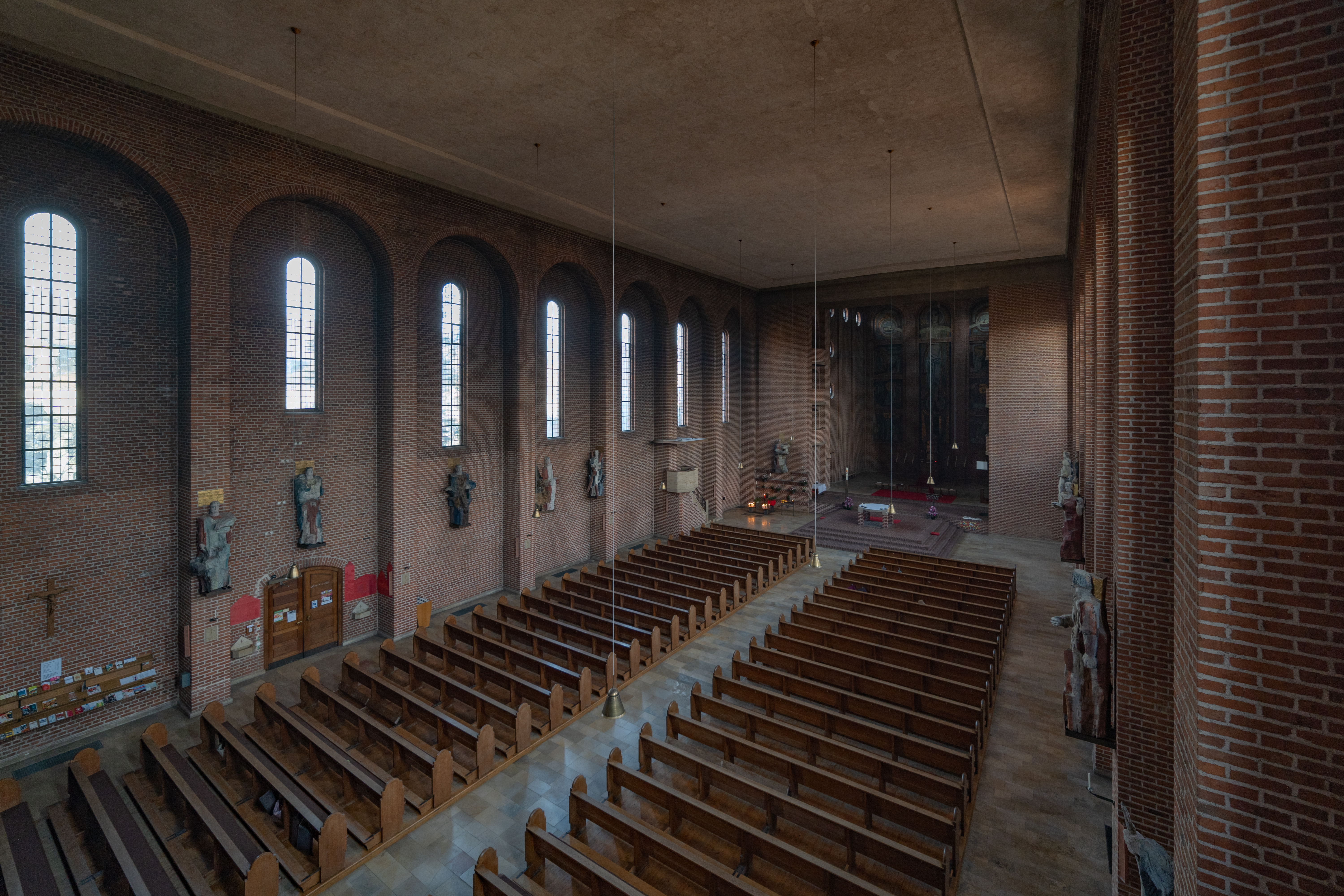
Innenraum

Raumbestimmend sind die ebenfalls von Hilda Sandtner entworfenen großflächigen Glasmosaiken an der Chorabschlusswand. In der Mitte ist der gekreuzigte Jesus als Sieger über den Tod dargestellt. Die sechs seitlich anschließenden Darstellungen links und rechts zeigen Szenen aus dem Leben der Kirchenpatronin Elisabeth von Thüringen.
Der Tabernakel unter dem dominierenden Christus zeigt auf den Türen in Emailtechnik eine Pelikan- und eine Phönixdarstellung. Im oberen Teil steht ein Vortragskreuz auf einem Vorsprung und zeigt den Gekreuzigten. Ursprünglich gehörte das Ensemble zu dem heute nicht mehr vorhandenem Hochaltar. Dieser wurde im Rahmen der liturgischen Umgestaltung abgerissen und durch einen von dem Bildhauer Reinhold Grübl geschaffenen Volksaltar auf einer erhöhten Altarinsel ersetzt. Die kreisbogenförmige Tischplatte aus Jurakalkstein steht auf vier gemauerten Ziegelsäulen. An der Unterseite der Platte ist ein Kugelsegment aus vulkanischem Tuffstein angebracht. Der Bodenbereich unter dem Altartisch ist mit 21 pyramidenförmigen Elementen bildhauerisch gestaltet.
Die zwölf großen Apostelfiguren an den Seitenwänden und die Skulptur Maria mit dem Kind wurden 1967 ebenfalls von Reinhold Grübl gefertigt. Jede der etwa zwei Meter hohen Skulpturen wurde aus einem Block Lindenholz gearbeitet. Durch ihre grob behauene Struktur versinnbildlichen sie die „Ecken und Kanten“ der Dargestellten. Die Farbgebung ist zurückhaltend, vorwiegend in den Farben Rot, Blau und Weiß gehalten. „Sie stellen den künstlerisch anspruchsvollsten Apostelzyklus des 20. Jahrhunderts im Bistum Augsburg dar.“
An der südlichen Langhauswand befinden sich die mit breiten Eichenholzrahmen versehenen 14 Stationen des Kreuzwegs, die von der Oberschondorfer Malerin Eva Maria Kramel in zurückhaltender Farbigkeit gestaltet wurden.

## Orgel

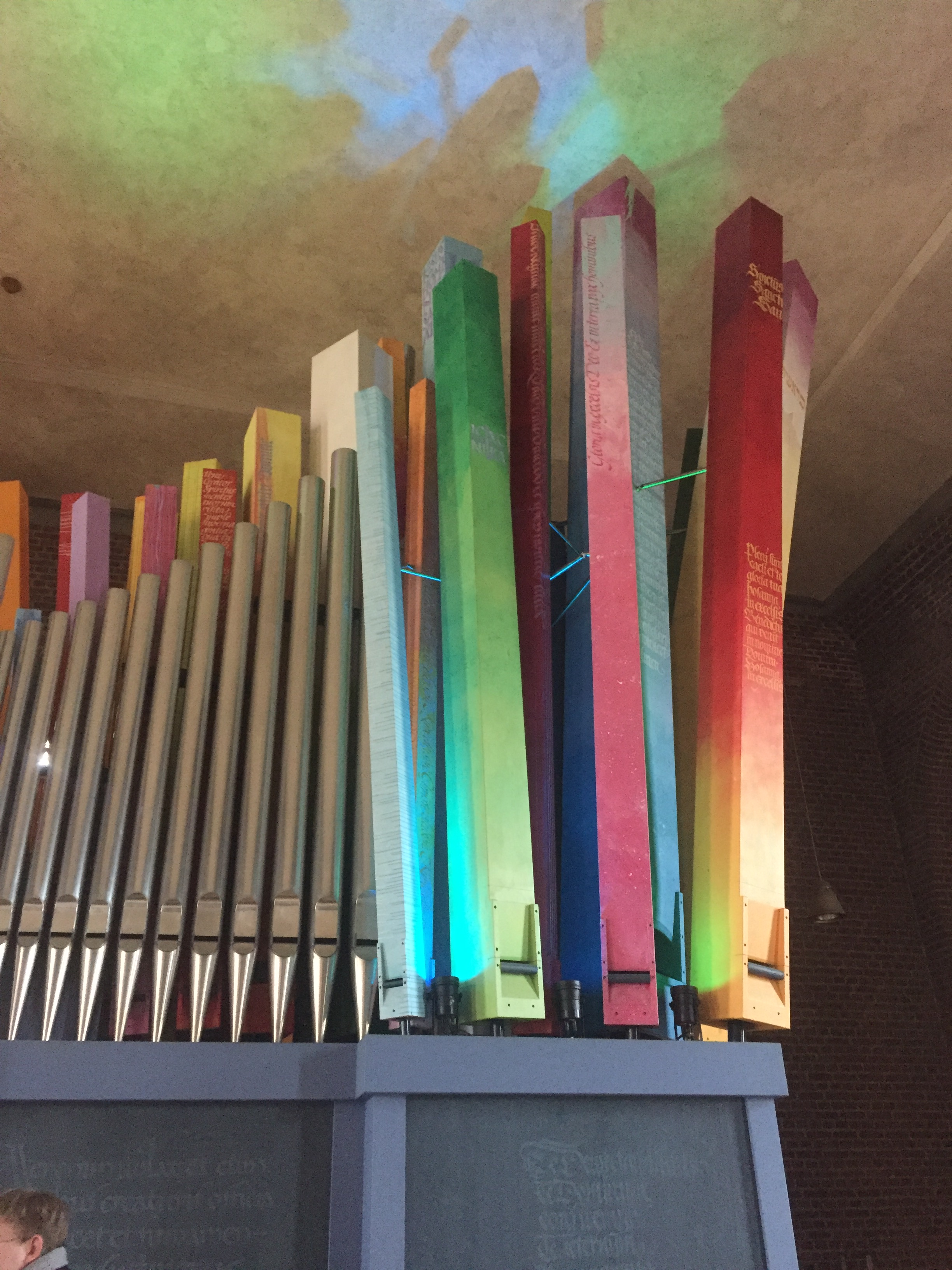
Die Orgelpfeifen bei bunter Beleuchtung

1957 schuf Otto Sandtner die erste Orgel für die Elisabethkirche. Das Instrument wurde nachkriegsbedingt aus minderwertigen Materialien erbaut, galt fünf Jahrzehnte später als verbraucht und wurde nach Novi Travnik (Diözese Sarajevo) abgegeben.
Das Folgeinstrument wurde von Siegfried Schmid gebaut und am 26. Oktober 2008 eingeweiht. Das Werk mit 2530 Pfeifen verfügt über 38 klingende Register und eine Transmission, verteilt auf zwei Manuale und Pedal. Die Spieltraktur des Schleifladeninstruments ist mechanisch, die Registertraktur ist elektrisch.
Klanglich folgt das Instrument der deutschen Orgelromantik, stellt aber keine reine Stilkopie dar. Bei der optischen Gestaltung wurden völlig neue Wege gegangen. Das Instrument, welches entfernt an die Orgel der Walt Disney Concert Hall in Los Angeles erinnert, stellt in seiner Gesamtkonzeption europaweit eine Besonderheit dar.
Der Mittelteil des Prospektes ist klassisch gehalten und wirkt wie eine Referenz an das Vorgängerinstrument. Die schräg gestellten Holzpfeifen dahinter und in den Außenfeldern wurden auf Anregung von Pfarrer Robert Mair hin von Andreas Armin d’Orfey mit leuchtenden Farben sowie religiösen Texten und Symbolen künstlerisch gestaltet. Dabei ist jede Pfeife individuell. Die Grundfarben orientieren sich an dem Sandtner-Westfenster hinter der Orgel, welches durch seine Leuchtkraft zusätzlich die Holzpfeifen seitlich farblich beeinflusst. Die thematische Ausführung orientiert sich an der Kirche und an dem Lebensumfeld der Gemeinde. Beispielsweise greift die größte Pfeife links außen thematisch die Legende des Rosenwunders der Heiligen Elisabeth auf. Zudem kann eine auf Schwingungen reagierende Lichtanlage die Holzpfeifen dynamisch bunt beleuchten. Damit erhält die Orgel eine „Leichtheit“ und verweist so symbolisch auf das himmlische Jerusalem.
Die Disposition lautet wie folgt (das erste Manual am Spieltisch ist ein Koppelmanual):
| II Hauptwerk C–a3 |                 |        |
| 01.               | Principal       | 16′    |
| 02.               | Principal       | 08′    |
| 03.               | Concertflöte    | 08′    |
| 04.               | Gedeckt         | 08′    |
| 05.               | Gamba           | 08′    |
| 06.               | Salicional      | 08′    |
| 07.               | Octave          | 04′    |
| 08.               | Rohrflöte       | 04′    |
| 09.               | Viola           | 04′    |
| 10.               | Quinte          | 02 ⁄3′ |
| 11.               | Octave          | 02′    |
| 12.               | Mixtur major IV | 02 ⁄3′ |
| 13.               | Mixtur minor IV | 01 ⁄3′ |
| 14.               | Trompete        | 16′    |
| 15.               | Trompete        | 08′    |
| 16.               | Trompete        | 04′    |

| III Schwellwerk C–a3 |                           |         |
| 17.                  | Lieblich Gedeckt          | 16′     |
| 18.                  | Geigenprincipal           | 08′     |
| 19.                  | Harmonieflöte             | 08′     |
| 20.                  | Aeoline                   | 08′     |
| 21.                  | Vox coelestis             | 08′     |
| 22.                  | Fugara                    | 04′     |
| 23.                  | Traversflöte              | 04′     |
| 24.                  | Nasard                    | 02 ⁄3′  |
| 25.                  | Piccoloflöte              | 02′     |
| 26.                  | Terzflöte                 | 01 3⁄5′ |
| 27.                  | Harmonia aetheria III–IV  | 02 ⁄3′  |
| 28.                  | Harmonietrompete          | 08′     |
| 29.                  | Oboe                      | 08′     |
| 30.                  | Clarinette (aufschlagend) | 08′     |
|                      | Tremulant                 |         |

| Pedal C–f1 |                           |     |
| 31.        | Untersatz                 | 32′ |
| 32.        | Principalbass             | 16′ |
| 33.        | Subbass                   | 16′ |
|            | Sanftbass (Trans. Nr. 17) | 16′ |
| 34.        | Oktavbass                 | 08′ |
| 35.        | Gemshornbass              | 08′ |
| 36.        | Choralbass                | 04′ |
| 37.        | Baßtuba                   | 16′ |
| 38.        | Posaune                   | 08′ |

- Koppeln:
  - Normalkoppeln:  III/II, II/P, III/P
  - Frei koppelbares Koppelmanual:  II/I, III/I, Suboktavkoppel I
- Spielhilfen: Setzeranlage 1000 fach, Crescendowalze, Schwelltritt

Für den mobilen Einsatz ist noch eine Truhenorgel der Firma Kubak vorhanden.
Seit Dezember 2022 ist Charles Muchingile als hauptamtlicher Organist an der Elisabethkirche tätig.

## Glocken
Im Kirchturm befinden sich vier Glocken aus Bronze. Sie wurden 1955 von Karl Czudnochowsky in Erding gegossen und intonieren mit ihrer Tonfolge das Salve regina-Motiv.
Übersicht
| Glocke | Name         | Durchmesser | Gewicht | Schlagton |
| ------ | ------------ | ----------- | ------- | --------- |
| 1      | Auferstehung | 1840 mm     | 3660 kg | a°        |
| 2      | Maria        | 1450 mm     | 1700 kg | cis'      |
| 3      | Christus     | 1200 mm     | 1000 kg | e'        |
| 4      | Adjutor      | 1075 mm     | 0700 kg | fis'      |

## Seelsorge
In der Kirche finden täglich gottesdienstliche Veranstaltungen statt. Temporär finden zu den gewohnten Gottesdienstzeiten Orgelmessen statt, bei denen die Orgel, teilweise durch Gastorganisten gespielt, jeweils in das Zentrum der musikalischen Gestaltung der Messe rückt.